# Anopheles takasagoensis
Anopheles takasagoensis este o specie de țânțari din genul Anopheles, descrisă de Morishita în anul 1946.
Este endemică în Taiwan. Conform Catalogue of Life specia Anopheles takasagoensis nu are subspecii cunoscute.